# 쉬니게플라테 고산식물원

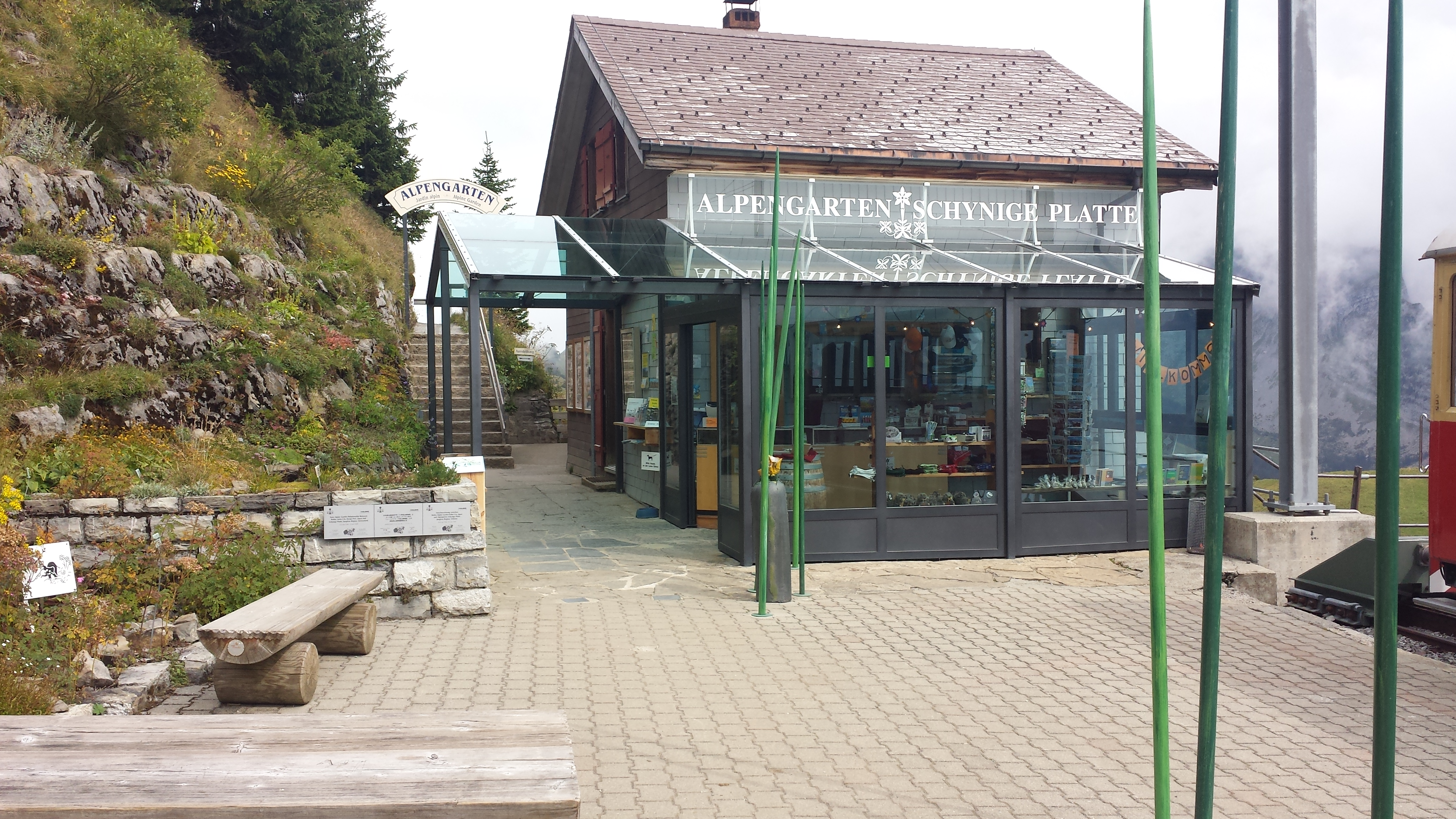
역에서 정원으로 들어오는 입구

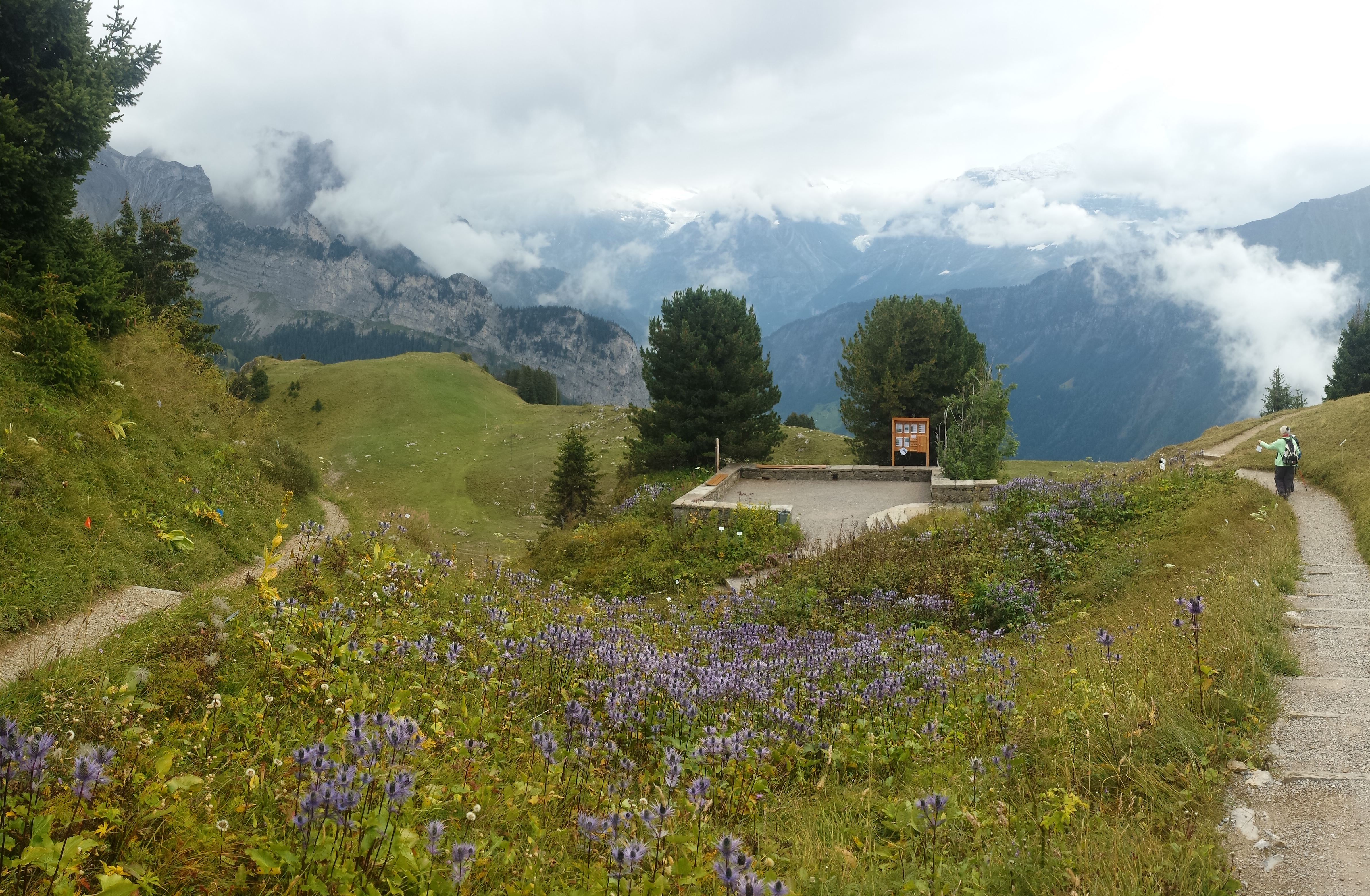
9월의 정원 풍경

쉬니게플라테 고산식물원(독일어: Alpengarten Schynige Platte, Schynige Platte Alpine Garden)은 스위스 베른주 베르너 오버란트 지방의 쉬니게 플라테에 있는 고산식물원이다. 스위스의 고산식물에 대한 연구를 전문으로 하며 스위스 알프스에 자생하는 600종 이상의 식물을 전시하고 있다. 정원은 쉬니게 플라테 고산협회(Schynige Platte Alpine Garden Society)가 운영하며, 베른식물원 및 베른대학교 식물 과학 연구소와 긴밀하게 협력하고 있다.

## 개요
쉬니게플라테 고산식물원에는 해발 약 1950m ~ 2000m의 산악 지대에 약 600 종류의 고산식물이 재배되고 있어 산책로를 걸으면서 계절에 따라 피는 꽃을 감상할 수 있다. 정원내 산책로는 해발 2067m의 산, 구미호른 주위에 정비되어 고산식물 연구 분야에서도 높은 평가를 얻고 있다. 고산식물원의 총 면적은 8,323 m²이고, 연간 평균 기온은 +1 ℃이다.
기슭의 마을, 빌더스빌에서 등산 철도(쉬니게플라테 철도)로 해발 1967m의 쉬니게플라테역까지 오르면 인접한 위치에 고산식물원 입구가 있다. 개원은 6월부터 10월 중순까지이며, 여름 동안 몇 명의 직원이 유지관리하고 있으며 가이드 투어도 편성되고 있다.
행정상 이 정원은 베른주 군드리슈반트(Gündlischwand)에 속한다.